# اولوف پرشون
اولوف پرشون (به سوئدی: Olof Persson) (زاده ۲۲ ژوئن ۱۹۶۴) کارآفرین، بازرگان و مدیر ارشد اجرایی سوئدی است، که از سال ۲۰۱۱ تا ۲۰۱۵ میلادی به‌عنوان مدیر عامل اجرایی شرکت ولوو فعالیت می‌کرد.